# Kabinett Paetongtarn Shinawatra
Das Kabinett Paetongtarn Shinawatra bildet seit dem 3. September 2024 die Regierung von Thailand. Es folgte dem Kabinett Srettha Thavisin nach. Ministerpräsidentin Paetongtarn Shinawatra wurde am 16. August 2024 gewählt.
Am 1. Juli 2025 wurde Ministerpräsidentin Paetongtarn Shinawatra suspendiert.

## Kabinettsmitglieder
| Amt                                                                     | Bild | Name                                                                     | Partei                   |
| ----------------------------------------------------------------------- | ---- | ------------------------------------------------------------------------ | ------------------------ |
| Ministerpräsident                                                       |      | Paetongtarn Shinawatra (suspendiert seit dem 1. Juli 2025)               | Pheu-Thai-Partei         |
| Ministerpräsident                                                       |      | Suriya Juangroongruangkit (1. Juli 2025 bis 3. Juli 2025, kommissarisch) | Pheu-Thai-Partei         |
| Ministerpräsident                                                       |      | Phumtham Wechayachai (seit 3. Juli 2025, kommissarisch)                  | Pheu-Thai-Partei         |
| stellvertretende Ministerpräsidenten                                    |      | Phumtham Wechayachai                                                     | Pheu-Thai-Partei         |
| stellvertretende Ministerpräsidenten                                    |      | Suriya Juangroongruangkit                                                | Pheu-Thai-Partei         |
| stellvertretende Ministerpräsidenten                                    |      | Pichai Chunhavajira                                                      | Pheu-Thai-Partei         |
| stellvertretende Ministerpräsidenten                                    |      | Anutin Charnvirakul (bis 19. Juni 2025)                                  | Bhumjaithai-Partei       |
| stellvertretende Ministerpräsidenten                                    |      | Pirapan Salirathavibhaga                                                 | United Thai Nation Party |
| stellvertretende Ministerpräsidenten                                    |      | Prasert Jantararuangtong                                                 | Pheu-Thai-Partei         |
| Amt des Ministerpräsidenten von Thailand                                |      | Chousak Sirinil                                                          | Pheu-Thai-Partei         |
| Amt des Ministerpräsidenten von Thailand                                |      | Jiraporn Sindhuprai                                                      | Pheu-Thai-Partei         |
| Amt des Ministerpräsidenten von Thailand                                |      | Suchart Tancharoen (seit 30. Juni 2025)                                  | Pheu-Thai-Partei         |
| Verteidigungsminister                                                   |      | Phumtham Wechayachai (bis 30. Juni 2025)                                 | Pheu-Thai-Partei         |
| Verteidigungsminister                                                   |      | Natthaphon Narkphanit (seit 30. Juni 2025, kommissarisch)                | United Thai Nation Party |
| Stellvertretender Verteidigungsminister                                 |      | Natthaphon Narkphanit                                                    | United Thai Nation Party |
| Finanzminister                                                          |      | Pichai Chunhavajira                                                      | Pheu-Thai-Partei         |
| Stellvertretende Finanzminister                                         |      | Julapun Amornvivat                                                       | Pheu-Thai-Partei         |
| Stellvertretende Finanzminister                                         |      | Paophum Rojanasakul                                                      | Pheu-Thai-Partei         |
| Außenminister                                                           |      | Maris Sangiampongsa                                                      | Pheu-Thai-Partei         |
| Minister für Tourismus und Sport                                        |      | Sorawong Thienthong                                                      | Pheu-Thai-Partei         |
| Minister für soziale Entwicklung und menschliche Sicherheit             |      | Varawut Silpa-archa                                                      | Chartthaipattana Party   |
| Ministerin für Hochschulbildung, Wissenschaft, Forschung und Innovation |      | Supamas Isarabhakdi (bis 19. Juni 2025)                                  | Bhumjaithai-Partei       |
| Ministerin für Hochschulbildung, Wissenschaft, Forschung und Innovation |      | Sudawan Wangsuphakijkosol (seit 30. Juni 2025)                           | Pheu-Thai-Partei         |
| Minister für Landwirtschaft und Genossenschaften                        |      | Narumon Pinyosinwat (bis 30. Juni 2025)                                  | Kla Tham Party           |
| Minister für Landwirtschaft und Genossenschaften                        |      | Atthakorn Sirilatthayakorn (seit 30. Juni 2025)                          | Kla Tham Party           |
| Stellvertretende Minister für Landwirtschaft und Genossenschaften       |      | Itthi Sirilatthayakorn (bis 30. Juni 2025)                               | Kla Tham Party           |
| Stellvertretende Minister für Landwirtschaft und Genossenschaften       |      | Akara Prompow                                                            | Kla Tham Party           |
| Verkehrsminister                                                        |      | Suriya Juangroongruangkit                                                | Pheu-Thai-Partei         |
| Stellvertretende Verkehrsminister                                       |      | Manaporn Charoensri                                                      | Pheu-Thai-Partei         |
| Stellvertretende Verkehrsminister                                       |      | Surapong Piyachote                                                       | Pheu-Thai-Partei         |
| Minister für digitale Wirtschaft und Gesellschaft                       |      | Prasert Jantararuangtong                                                 | Pheu-Thai-Partei         |
| Minister für natürliche Ressourcen und Umwelt                           |      | Chalermchai Sri-on                                                       | Demokratische Partei     |
| Energieminister                                                         |      | Pirapan Salirathavibhaga                                                 | United Thai Nation Party |
| Handelsminister                                                         |      | Pichai Naripthaphan (bis 30. Juni 2025)                                  | Pheu-Thai-Partei         |
| Handelsminister                                                         |      | Jatuporn Buruspat (ab 30. Juni 2025)                                     | Parteilos                |
| Stellvertretende Handelsminister                                        |      | Napinthorn Srisanpang (bis 19. Juni 2025)                                | Bhumjaithai-Partei       |
| Stellvertretende Handelsminister                                        |      | Suchart Chomklin                                                         | United Thai Nation Party |
| Stellvertretende Handelsminister                                        |      | Chantawit Tantasith (ab 30. Juni 2025)                                   | Parteilos                |
| Innenminister                                                           |      | Anutin Charnvirakul (bis 19. Juni 2025)                                  | Bhumjaithai-Partei       |
| Innenminister                                                           |      | Phumtham Wechayachai (ab 30. Juni 2025)                                  | Pheu-Thai-Partei         |
| Stellvertretende Innenminister                                          |      | Songsak Thongsri (bis 19. Juni 2025)                                     | Bhumjaithai-Partei       |
| Stellvertretende Innenminister                                          |      | Sabida Thaiseth (bis 19. Juni 2025)                                      | Bhumjaithai-Partei       |
| Stellvertretende Innenminister                                          |      | Theerarat Samrejvanich                                                   | Pheu-Thai-Partei         |
| Stellvertretende Innenminister                                          |      | Dech-it Khaothong                                                        | Demokratische Partei     |
| Justizminister                                                          |      | Tawee Sodsong                                                            | Prachachat-Partei        |
| Arbeitsminister                                                         |      | Phipat Ratchakitprakarn (bis 19. Juni 2025)                              | Bhumjaithai-Partei       |
| Arbeitsminister                                                         |      | Pongkawin Jungrungruangkit (ab 30. Juni 2025)                            | Pheu-Thai-Partei         |
| Ministerin für Kultur                                                   |      | Sudawan Wangsuphakijkosol (bis 30. Juni 2025)                            | Pheu-Thai-Partei         |
| Ministerin für Kultur                                                   |      | Paetongtarn Shinawatra (ab 30. Juni 2025)                                | Pheu-Thai-Partei         |
| Bildungsminister                                                        |      | Permpoon Chidchob (bis 19. Juni 2025)                                    | Bhumjaithai-Partei       |
| Bildungsminister                                                        |      | Narumon Pinyosinwat (ab 30. Juni 2025)                                   | Kla Tham Party           |
| Stellvertretender Bildungsminister                                      |      | Surasak Phanchareonworakul (bis 19. Juni 2025)                           | Bhumjaithai-Partei       |
| Stellvertretender Bildungsminister                                      |      | Linthiporn Warinwatchararoj                                              | Pheu-Thai-Partei         |
| Stellvertretender Bildungsminister                                      |      | Tewan Liptapallop                                                        | Chart-Pattana-Partei     |
| Minister für öffentliche Gesundheit                                     |      | Somsak Thepsuthin                                                        | Pheu-Thai-Partei         |
| Stellvertretender Minister für öffentliche Gesundheit                   |      | Dech-it Khaothong (bis 30. Juni 2025)                                    | Demokratische Partei     |
| Stellvertretender Minister für öffentliche Gesundheit                   |      | Anucha Sasomsap                                                          | Chartthaipattana Party   |
| Stellvertretender Minister für öffentliche Gesundheit                   |      | Chaichana Dechdecho                                                      | Demokratische Partei     |
| Minister für Industrie                                                  |      | Akanat Promphan                                                          | United Thai Nation Party |